# Натафон Наркфанит
Натафон Наркфанит (рођен 13. фебруара 1961) је тајландски политичар и пензионисани војни официр. Признат је за свој рад у управљању националном безбедношћу под владом генерала Прајута Чан-о-че у решавању проблема ширења COVID-19 и суочавању са политичким скуповима током тајландских протеста 2020–2021. који утичу на безбедност.

## Рани живот и образовање
Натафон Накфанит је рођен 13. фебруара 1961. године. Дипломирао је на Припремној школи Академија оружаних снага (20. класа), а затим на Краљевској војној академији Чулачомклао (31. класа). Такође је студирао на Колеџу команде и генералштаба Краљевске тајландске војске и Колеџу националне одбране Тајланда.

## Каријера
Натафон је претходно служио у Краљевској тајландској војсци као командант 2. пешадијског батаљона, 31. пешадијског пука, Гарде краља Бумипона 1988. године, а касније је постао наставник у Колеџу команде и генералштаба Краљевске тајландске војске и Ратном колеџу Краљевске тајландске војске.
Био је директор Дирекције за операције 2015. године, а 2016. године постао је заменик начелника Генералштаба Војске.
Следеће године постао је начелник Генералштаба војске и био је заменик врховног команданта Краљевске тајландске војске од 2018. до 2020. године, а затим је 2020. године премештен на место генералног секретара Савета за националну безбедност. Одиграо је огромну улогу у решавању проблема ширења пандемије COVID-19 у Тајланду као потпредседник Ад хок одбора који је разматрао ублажавање мера за спречавање и заустављање ширења COVID-19, а такође је и главни вођа у Центру за управљање ситуацијом COVID-19 (CCSA). Он је такође тај који је развио улогу Савета за националну безбедност како би био у стању да се носи са ширим спектром претњи по земљу, као што је претња од COVID-19.

## Политичка каријера
Након пензионисања из државне службе, именован је за саветника премијера Прајута Чан-о-ча.
У септембру 2023. године именован је за секретара министра одбране Сутина Клунгсанга, а годину дана касније именован је за заменика министра одбране у влади Паетонгтана Шинаватре.